# 国会请愿运动
国会请愿运动，清朝末年立宪派人士呼吁清朝廷速开民选国会实行内阁制的一场政治运动，是清末立宪运动重要组成部分。

## 历史
1906年9月1日，清廷颁诏宣布预备立宪，1908年9月颁布了《钦定宪法大纲》，1909年各省咨议局成立，中央資政院也开院。但这不是正式的国会，均无立法权，仅为咨询机关。

### 第一次请愿
1909年9月，江苏咨议局议长的张謇发表了《请速开国会建立责任内阁以图补救意见书》，发起国会请愿运动。随即各省咨议局联合组建了“国会请愿同志会”，资政院的议员也组织了“宪友会”，各省咨议局相应组织了“宪友会”支部，这样就形成了有组织的立宪派。年底，有16省咨议局代表55人齐聚上海，举行国会请愿代表团谈话会，组织代表团。1910年1月，由直隶咨议局议员孙洪伊领衔，到北京请愿。1 月16 日，在北京将请愿书呈递都察院代奏。清廷以“国民智识程度”不足为由，加以拒绝。第一次请愿失败。

### 第二次请愿
1910年6月初，“国会请愿同志会”组织各省代表们再度进京请愿。这次请愿代表扩大到150人，除了各省谘议局议院外，还包括了各省商会、学会及华侨代表等，而且还征集到30万人的签名，其规模远远超过第一次。清政府又以“财政困难”为由加以拒绝，请愿再次失败。

### 第三次请愿
1910年8月，各省咨议局联合会第一次会议召开，汤化龙当选议长，提出第三次国会开会请愿。1910 年10月7日，国会请愿代表团赴摄政王府上书，载沣拒见。9 日代表团又向刚刚成立的资政院上书。资政院接受上书，于22 日通过了请速开国会案。与此同时，各地咨议局也组织了颇具声势的地方请愿活动，促使 18 省督抚将军于25日联名致电军机处，请代奏恳求“立即组织内阁，特颁明诏，定以明年开设国会”。清廷不得不作出让步，宣布缩短预备立宪期限，定于宣统五年（1913年）召开国会，并立即重定官制，设立内阁。

### 第四次请愿
从1910年1月开始第一次请愿活动，到1910年年底结束第四次请愿活动。清朝廷面对请愿运动压力，遂将原定为九年的期限提前三年，即于宣统五年（1913年）召开国会，并先设责任内阁。但是1911年5月8日，清朝廷组成以奕劻为首的“皇族内阁”，毫无立宪诚意，令立宪派大失所望，遂同情革命。

### 网页
- 宪政的末路：国会大请愿与皇族内阁 （页面存档备份，存于）